# Щит-82
„Щит-82“ е кодовото име на най-голямото стратегическо учение на територията на България с участие на армията и флота на СССР и страните от Варшавския договор, което се провежда от 14 юни до 30 септември 1982 година. В края на 1 октомври 1982 г. в Бургас се провежда парад на военните, участвали във финалната фаза. Ученията обхващат цялата територия на Съветския съюз и страните от Варшавския договор. На Запад е наречено „Седем часа ядрена война“ (Seven-hour Nuclear War). Половин година след „Щит-82“, на 23 март 1983 г. американският президентът Рейгън обявява Стратегическата отбранителна инициатива (SDI).

## Учения „Щит-82“
Първоначално изготвеният от Генщаба на СССР план предполага разработване на действия в бързоразвиваща се термоядрена война. Действията са разделени на два етапа:
1. Ядрен разоръжаващ удар;
2. Действия на въоръжените сили след ядрен удар по врага.

Етапите на ученията са разнесени както географски, така и във времето.

### Сценарий
Постоянни провокативни действия на САЩ довеждат до влошаване на отношенията със страните от Варшавския договор. Опитите да се нормализира ситуацията с дипломатически средства са неуспешни. В Централна Европа стават сблъсъци между силите на НАТО и въоръжените сили на Варшавския договор.
Президентът Рейгън нарежда пълномащабни военни действия срещу СССР. Ръководството на СССР решава да нанесе предварителен ядрен удар .

### План
В условията на бързо променяща се обстановка е необходимо да се извърши обезоръжаващ ядрен удар на територията на САЩ и други страни от НАТО. Затова в ученията вземат участие всички компоненти на ядрената триада на стратегическите ракетни сили. Генералният щаб на СССР планира:
1. за първи път в световната история стрелба от подводно положение от стратегически ракетни крайцери (16 ракети) [2]; планира се пуск на две ракети от Северния ледовит океан и две ракети от Охотско море;
2. изстрелване на въздушни крилати ракети (16 – 24 броя) от стратегически бомбардировач
3. пускане на 14 междуконтинентални балистични ракети от постоянни места в РСФСР, Украинската ССР и КазССР. Освен това, стартирането трябва да се извърши под командването на ракетата 15А11 от система „Периметър“
4. отразяване на „масивната ракетна атака на потенциален враг“ от противоракети от отбраната на Москва от полигон Сари-Шаган;
5. изстрелвания на космически кораби за различни цели:

- два разузнавателни сателита Зенит-6У;
- навигационна спътникова система Parus;
- Спътник за радиоразузнаване Целина-Д;
- спътникът на системата „Око“;
- три сателита на навигационната система GLONASS;
- пилотиран кораб тип Союз Т с двама астронавти на борда;

Пускането на голям брой космически кораби трябва да компенсира загубата на условно унищожени спътници от страна на врага, както и да усили групировката съветски космически кораби.
Общо до 70 ракети са планирани за изстрелване в рамките на един ден .

### Отражение в българските медии
През есента на 1982 година, в подножието на Странджа планина и в прилежащата акватория на Черно море под командването на съветския маршал В. Куликов (главнокомандващ ОВС) и армейски генерал Добри Джуров (министър на народната отбрана), се състои завършекът на най-мащабното оперативно-стратегическо учение на Варшавския пакт „Щит -82“. В него участват щабове съединения и части на БНА, УНА, ННА на ГДР, Полската войска, СА, Чехословашката армия и щабове на СРР, кораби и части на Черноморския флот на СССР и ВМФ на НРБ. Войските са транспортирани по въздух и море, тъй като след смазването на Пражката пролет през 1968 Румъния не позволява преминаване на чужди войски през територията ѝ. Присъстват и военни делегации на страните-участнички, но също и на Монголия, Куба и Виетнам. Учението отработва въпросите на бойното сглобяване и взаимодействието на съединения и части на видовете въоръжени сили и родовете войски на съюзните армии и включва разузнавателни операции и операции за пробив, въздушнодесантни атаки, въздушна и морска подкрепа на пехотата и амфибийно-десантни операции по брега на Черно море. Оттренирано е завладяването на Босфора.
В учението участват над 60 000 бойци, като част от тях са запасняци. В това оперативно учение са включени 800 танка, 1100 БТР и бойни машини, 1000 оръдия, 508 самолета и вертолета, 10 000 транспортни средства и 16 ракетни пускови установки. По време на учението, войските всеки ден консумират по 120 т храна и 60 000 хляба. За снабдяването с хляб за войниците е мобилизиран полевият хлебозавод на Трета българска армия. От това време са и разрушенията на древната крепост Русокастро край Бургас, когато по време на учебните маневри хеликоптери, БТР-и и минохвъргачни батареи са бомбардирали постройките и зидовете на възвишението като му нанасят непоправими щети.
Целта на занятието „Щит-82“, проведено в България, е да се отработи маневреността на съюзническите войски и флотове при синхронизация и съгласуваност в щабовете в случай на масирано чуждо нападение по въздух, суша и вода. В хода на учението се проверяват способностите на щабовете и на личния състав да водят както отбранителни боеве, така и настъпателни движения.